# Javier Otxoa
Javier Otxoa Palacios (Barakaldo, 30 augustus 1974 – Alhaurín de la Torre, 24 augustus 2018) was een Spaanse wielrenner. Otxoa werd professioneel wielrenner in 1997 bij Kelme-Costa Blanca.
In 2000 won hij de tiende etappe van de Ronde van Frankrijk van Dax naar Lourdes-Hautacam voor Lance Armstrong en José María Jiménez. Deze zware bergetappe leidde over de Côte de Barcus, Col de Marie-Blanque, Col d'Aubisque, Col du Soulor en eindigde bovenaan de slotklim naar Lourdes-Hautacam. Op alle cols kwam Otxoa als eerste boven. Mede door deze prestatie werd hij uiteindelijk tweede in het bergklassement achter Santiago Botero.
In 2001 werden Javier Otxoa en zijn tweelingbroer Ricardo tijdens een training aangereden door een auto. Ricardo overleed en Javier raakte twee maanden in coma. Na twee jaar revalidatie begon hij weer met wielrennen. Aan het ongeluk had hij echter zodanige handicaps overgehouden dat hij zijn professionele wielercarrière niet kon voortzetten, maar wel nog kon meedoen aan wedstrijden voor sporters met een handicap. Hij bleek direct een van de beste renners in zijn discipline en won een gouden en een zilveren medaille op de Paralympische Zomerspelen van 2004. Ook nam hij deel aan de Paralympische Zomerspelen van 2008, waarna hij ziek werd. Javier Otxoa overleed uiteindelijk tien jaar later na een lang ziekbed zes dagen vóór zijn 44e verjaardag.

## Tour de France 2000
Otxoa werd in de Tour de France dertiende. Jaren na dato kwam aan het licht dat alle renners die boven hem eindigden, behalve zijn landgenoot Fernando Escartín, doping hadden gebruikt tijdens hun carrière.

## Belangrijkste overwinningen
1996 
- Eindklassement Circuito Montañés

 2000 
- Prueba Villafranca de Ordizia
- 10e etappe Ronde van Frankrijk

## Resultaten in voornaamste wedstrijden
| Jaar | Ronde van Italië | Ronde van Frankrijk | Ronde van Spanje |
| ---- | ---------------- | ------------------- | ---------------- |
| 1998 | buiten tijd      |                     |                  |
| 1999 | opgave           | 86e                 |                  |
| 2000 |                  | 13e (1)             |                  |

| Jaar | Amstel Gold Race |
| ---- | ---------------- |
| 1998 |                  |
| 1999 | 72e              |
| 2000 |                  |